# Leménil-Mitry
 Leménil-Mitry  es una población y comuna francesa, en la región de Lorena, departamento de Meurthe y Mosela, en el distrito de Nancy y cantón de Haroué y en el bosque de Ménil.

## Demografía
| 9 | 4 | 5 | 4 | 2 | 2 |
| Para los censos de 1962 a 1999 la población legal corresponde a la población sin duplicidades (Fuente: INSEE [Consultar]) |   |   |   |   |   |